# Hagnagora marionae
Hagnagora marionae es una especie de polilla de la familia de las geométridas. Solamente ha sido recolectada en dos áreas de altas montañas áreas en Costa Rica con elevaciones por encima de los 2500 m s. n. m.
La especie se parece a la otra especie del clado H. anicata, pero es fácilmente distinguible por su gran mancha amarillo naranja en el ala anterior.